# Chang Chang-sun
Chang Chang-sun, né le 12 juin 1942, est un lutteur sud-coréen spécialisé dans la lutte libre.

## Palmarès

### Jeux olympiques
- Médaille d'argent dans la catégorie des moins de 52 kg en 1964 à Tokyo[1]

### Championnats du monde
- Médaille d'or aux championnats du monde de 1966.